# Francisco Rodrigues Sirigueio
Francisco Rodrigues Sirigueio foi um bandeirante do século XVII que em 1691, como capitão junto de Antônio Pires Rodovalho, conduziu um bandeira. Com roteiro para atingirem o rio da Casca, descobriram o rio Guarapiranga, onde teriam descoberto ouro.